# Hồ sơ xã hội
Hồ sơ xã hội (tiếng Anh là Social profiling) là quá trình xây dựng hồ sơ người dùng bằng dữ liệu xã hội của người đó. Hồ sơ đề cập đến quá trình mà khoa học dữ liệu sẽ tạo ra hồ sơ của một người dựa trên các thuật toán và công nghệ máy tính. Có nhiều nền tảng khác nhau để chia sẻ thông tin này với sự phát triển của các mạng xã hội phổ biến, bao gồm nhưng không giới hạn ở LinkedIn, Google, Facebook và Twitter.

## Hồ sơ xã hội và dữ liệu xã hội
Dữ liệu xã hội của một người đề cập đến dữ liệu cá nhân mà họ tạo trực tuyến hoặc ngoại tuyến. Một lượng lớn dữ liệu xã hội bao gồm ngôn ngữ, địa điểm và sở thích của một người, được chia sẻ thông qua phương tiện truyền thông xã hội và mạng xã hội. Người dùng tham gia nhiều nền tảng mạng xã hội và hồ sơ của họ trên các nền tảng này có thể được liên kết bằng các phương pháp khác nhau  để có thể hiểu được sở thích, vị trí, nội dung và bạn bè của họ. Nhìn chung, thông tin này có thể xây dựng hồ sơ xã hội của một người.
Đáp ứng mức độ hài lòng của người dùng trong việc thu thập thông tin ngày càng trở nên khó khăn hơn. Điều này là do quá nhiều nhân tố ngoại tác làm ảnh hưởng đến quá trình thu thập thông tin do dữ liệu trực tuyến ngày càng tăng mạnh. Hồ sơ xã hội là một cách tiếp cận mới để vượt qua được 2 thách thức:
- Đối mặt trong việc đáp ứng nhu cầu của người dùng thông qua việc tạo ra những tìm kiếm mang tính cá nhân hoá
- Liên tục thu thập hồ sơ người dùng được tao ra bằng việc sử dụng dữ liệu mạng xã hội.

Một nghiên cứu đã xem xét và phân loại người dùng dựa trên việc nhóm các thuộc hồ sơ xã hội của người dùng thành các nhóm hoặc theo cá nhân. Các kỹ thuật hiện có như các nguồn dữ liệu được sử dụng, các hạn chế và thách thức đã được nhấn mạnh. Các phương pháp tiếp cận nổi bật được áp dụng bao gồm Học máy - Machine Learning, Bản thể học - Ontology và logic mờ - Fuzzy logic. Dữ liệu truyền thông xã hội từ Twitter và Facebook được hầu hết trong nghiên cứu sử dụng để suy ra các thuộc tính xã hội của người dùng. Các tài liệu cho thấy các thuộc tính xã hội của người dùng, bao gồm tuổi tác, giới tính, vị trí nhà, sức khỏe, cảm xúc, quan điểm, mối quan hệ, và những ảnh hưởng khác cần được tìm hiểu sâu thêm nữa.

### Công cụ tìm kiếm meta (diện rộng) được cá nhân hóa
Nội dung trực tuyến ngày càng tăng đã dẫn đến việc hiệu quả trong việc đưa kết quả các công cụ tìm kiếm. Công cụ tìm kiếm giờ đây không chỉ đơn giản là đáp ứng nhu cầu thông tin của người dùng. Một kết qủa tìm kiếm khả thi sẽ giúp tăng mức độ bao phủ của kết quả tìm kiếm và sẽ là được gọi là các công cụ tìm kiếm meta, hay còn gọi là việc thu thập thông tin từ nhiều công cụ tìm kiếm tập trung. Do đó, một vấn đề mới xuất hiện, đó là việc có quá nhiều dữ liệu và quá nhiều tác động khác được tạo ra trong quá trình thu thập dữ liệu. Do đó, một kỹ thuật mới gọi là công cụ tìm kiếm meta được cá nhân hóa xuất hiện, đề cập đến hồ sơ của người dùng (phần lớn là hồ sơ xã hội) để lọc kết quả tìm kiếm. Hồ sơ của người dùng có thể là sự kết hợp của một số thứ, nhưng không còn chỉ giới hạn ở "sở thích của người dùng, lịch sử tìm kiếm của người dùng" và dữ liệu mạng xã hội." 

## Hồ sơ truyền thông xã hội
Theo Warren và Brandeis (1890), tiết lộ thông tin cá nhân và lạm dụng nó có thể làm tổn thương cảm xúc của mọi người và gây ra thiệt hại đáng kể trong cuộc sống của mọi người. Mạng xã hội cung cấp cho mọi người quyền truy cập vào các tương tác trực tuyến thân mật và riêng tư trên mạng xã hội; do đó, việc kiểm soát truy cập thông tin, giao dịch thông tin, vấn đề riêng tư, kết nối và mối quan hệ trên phương tiện truyền thông xã hội, v.v đã trở thành lĩnh vực nghiên cứu quan trọng và là đối tượng quan tâm chung của công chúng. Theo Ricard Fogues và các đồng tác giả khác, "bất kỳ cơ chế bảo mật nào cũng có nền tảng trong việc kiểm soát vấn đề truy cập", điều đó thể hiện rõ nhất ở các chức năng như "cách cấp quyền, yếu tố nào là riêng tư, cách xác định quy tắc truy cập, v.v."  Vấn đề kiểm soát truy cập của các tài khoản mạng xã hội hiện nay có xu hướng vẫn rất đơn giản: có sự hạn chế rất lớn trong danh mục thiết lập các mối quan hệ cho các tài khoản mạng xã hội. Mối quan hệ của người dùng với người khác, trên hầu hết các nền tảng, chỉ được phân loại là "bạn bè" hoặc "không có bạn bè" và mọi người có thể rò rỉ thông tin quan trọng cho "bạn bè" trong vòng kết nối xã hội của họ nhưng không nhất thiết là người dùng có ý định muốn chia sẻ thông tin. Phần dưới đây liên quan đến hồ sơ xã hội và những gì thông tin hồ sơ trên các tài khoản mạng xã xã hội có thể đạt được.

### Rò rỉ quyền riêng tư
Rất nhiều thông tin được chia sẻ tự nguyện trên các mạng xã hội trực tuyến và nhiều người yên tâm rằng các tài khoản mạng xã hội khác nhau trên các nền tảng khác nhau sẽ không được liên kết miễn là họ không cấp phép cho các liên kết này. Tuy nhiên, theo Diane Gan, thông tin thu thập trực tuyến cho phép "các trong mạng xã hội của người dùng như Foursquare, Instagram, LinkedIn, Facebook và Google sẽ bị nhận ra, và đây cũng là nơi có nhiều thông tin cá nhân bị rò rỉ".
Phần lớn các nền tảng mạng xã hội sử dụng "phương pháp từ chối" cho các tính năng của họ. Tức là họ không muốn là một phần trong vấn đề này. Nếu người dùng muốn bảo vệ quyền riêng tư của mình, trách nhiệm của người dùng là kiểm tra và thay đổi cài đặt quyền riêng tư vì một số trong số các cài đặt về quyền riêng tư được đặt thành tùy chọn mặc định. Một nền tảng mạng xã hội lớn đã phát triển các chức năng thẻ địa lý và nó đang được sử dụng phổ biến. Điều này có liên quan vì 39% người dùng đã trải qua việc bị hack hồ sơ; 78% kẻ trộm đã sử dụng các mạng truyền thông xã hội lớn và Google Street-view để chọn nạn nhân của họ; đáng kinh ngạc 54% số vụ trộm đã cố gắng đột nhập vào những tài khoản khi người dùng đăng trạng thái và vị trí địa lý của mình.

### Facebook
Hình thành và duy trì các tài khoản truyền thông xã hội cũng như mối quan hệ của nó với những người khác có liên quan đến các kết quả xã hội khác nhau. Đối với nhiều công ty, quản lý quan hệ khách hàng là điều cần thiết và được thực hiện một phần thông qua Facebook. Trước khi xuất hiện và phổ biến phương tiện truyền thông xã hội, để nhận dạng khách hàng thì công ty chủ yếu dựa trên thông tin mà họ có thể trực tiếp có được:, có thể thông qua quy trình mua hàng của khách hàng hoặc hành động tự nguyện hoàn thành chương trình khảo sát / khách hàng thân thiết. Tuy nhiên, sự nổi lên của truyền thông xã hội đã làm giảm đáng kể quá trình xây dựng hồ sơ / mô hình của khách hàng dựa trên dữ liệu có sẵn như vậy. Các nhà tiếp thị hiện đang tìm kiếm thông tin khách hàng thông qua Facebook rất nhiều, sở thích, đội thể thao yêu thích, (các) vận động viên yêu thích hoặc âm nhạc yêu thích, quan trọng hơn là kết nối Facebook.
Tuy nhiên, do các chính sách bảo mật được thế kế cho nên việc có được thông tin thực sự trên Facebook không phải là một việc nhỏ. Thông thường, người dùng Facebook từ chối tiết lộ thông tin thật hoặc đặt thông tin chỉ hiển thị cho bạn bè, người dùng Facebook "Thích" trang của bạn cũng khó xác định được đó là ai. Để lập hồ sơ trực tuyến người dùng và phân nhóm người dùng, nhà tiếp thị và công ty có thể và sẽ truy cập các loại dữ liệu sau: giới tính, địa chỉ IP và thành phố của mỗi người dùng thông qua trang Facebook Insight, người nhấn like một người dùng nhất định, hay một danh sách tổng hợp tất cả các trang mà người dùng nhấn like (dữ liệu giao dịch), những người khác mà người dùng theo dõi (ngay cả khi vượt quá 500 đầu tiên mà chúng ta thường không thể xem) và tất cả dữ liệu được chia sẻ công khai.

### Twitter
Lần đầu tiên ra mắt trên Internet vào tháng 3 năm 2006, Twitter là một nền tảng mà người dùng có thể kết nối và giao tiếp với bất kỳ người dùng nào khác chỉ trong 140 ký tự. Giống như Facebook, Twitter cũng là một nơi rất phổ biến trong việc người dùng bị rò rỉ thông tin quan trọng, thường là vô thức, và thường được người khác truy cập và thu thập.
Theo Rachel Numer, trong một mẫu 10,8 triệu tweet của hơn 5.000 người dùng, thông tin được đặt ra và chia sẻ công khai của họ đủ để tiết lộ phạm vi thu nhập của người dùng.
Một nhà nghiên cứu sau tiến sĩ từ Đại học Pennsylvania, Daniel Preoţiuc-Pietro và các đồng nghiệp của ông đã có thể phân loại 90% người dùng thành các nhóm thu nhập tương ứng. Dữ liệu được thu thập hiện có của họ, sau khi được đưa vào mô hình học máy - Machien Learing để đã tạo ra những dự đoán đáng tin cậy về đặc điểm của từng nhóm thu nhập.
Một ứng dụng di động có tên Streamd.in hiển thị các tweet trực tiếp trên Google Maps bằng cách sử dụng các chi tiết vị trí địa lý được đính kèm với tweet và theo dõi phong trào của người dùng trong thế giới thực.

### Hồ sơ hình ảnh trên mạng xã hội
Sự ra đời và phổ biến của mạng xã hội đã thúc đẩy vai trò của hình ảnh và phổ biến thông tin hình ảnh. Nhiều thông tin hình ảnh trên mạng xã hội giúp truyền đi thông điệp từ tác giả, thông tin vị trí và thông tin cá nhân khác. Trong một nghiên cứu được thực hiện bởi Cristina Segalin, Dong Seon Cheng và Marco Cristani, họ đã phát hiện ra rằng những bức ảnh của người dùng có thể tiết lộ những đặc điểm cá nhân như tính cách và tâm trạng. Trong nghiên cứu trên, thì CNNs được giới thiệu. CNNs dựa trên các đặc điểm chính của thẩm mỹ tính toán CA - computational aesthetics  (nhấn mạnh "phương pháp tính toán", "quan điểm thẩm mỹ của con người" và "sự cần thiết phải tập trung vào các phương pháp khách quan" ) được xác định bởi Hoenig (Hoenig, 2005). Công cụ này có thể trích xuất và xác định nội dung trong ảnh.

### Thẻ (Tags)
Trong một nghiên cứu có tên "Hệ thống khuyến nghị thẻ Flickr dựa trên quy tắc" - "A Rule-Based Flickr Tag Recommendation System",", tác giả đề xuất việc có một chiếc thẻ đề xuất được cá nhân hoá, chủ yếu dựa trên hồ sơ người dùng và các tài nguyên web khác. Nó đã được chứng minh là hữu ích trong nhiều khía cạnh: "lập chỉ mục nội dung web", "truy xuất dữ liệu đa phương tiện" và tìm kiếm Web doanh nghiệp.

## Marketing
Ngày nay, các nhà tiếp thị và nhà bán lẻ đang gia tăng sự hiện diện của thị trường bằng cách tạo các trang riêng của họ trên phương tiện truyền thông xã hội, trên đó họ đăng thông tin, yêu cầu mọi người thích và chia sẻ để tham gia các cuộc thi, và nhiều hơn nữa. Các nghiên cứu cho thấy trung bình một người dành khoảng 23 phút cho một trang mạng xã hội mỗi ngày. Do đó, các công ty từ nhỏ đến lớn đang đầu tư vào việc thu thập thông tin hành vi người dùng, xếp hạng, đánh giá và hơn thế nữa.

### Facebook
Cho đến năm 2006, truyền thông trực tuyến không phải là nội dung dẫn đầu về thời lượng mọi người dành trực tuyến. Tuy nhiên, chia sẻ và tạo nội dung là hoạt động trực tuyến chính của người dùng phương tiện truyền thông xã hội nói chung và điều đó đã thay đổi mãi mãi tiếp thị trực tuyến. Trong cuốn sách Advanced Social Media Marketing, tác giả đã đưa ra một ví dụ về cách một dịch vụ lập kế hoạch đám cưới ở New York có thể xác định đối tượng của mình khi tiếp thị trên Facebook. Một số đặc điểm của đối tượng này có thể bao gồm: (1) sống ở Hoa Kỳ; (2) Ai sống trong 50 dặm của New York; (3) Tuổi từ 21 trở lên; (4) nữ đính hôn. Bất kể bạn chọn trả CPC hay CPM thì chi phí của quảng cáo trên Facebook Marketplace và Sponsored Stories" đều được đặt theo giá thầu tối đa của bạn và cạnh tranh cho cùng một đối tượng". Chi phí nhấp chuột thường là 0,5 -1,5 USD mỗi lần.

## Công cụ

### Klout
Klout là một công cụ trực tuyến phổ biến tập trung vào việc đánh giá ảnh hưởng xã hội của người dùng bằng hồ sơ xã hội của họ. Klout dùng rất nhiều nền tảng mạng xã hội (như Facebook, Twitter, v.v.) và nhiều khía cạnh khác của một tài khoản người dùng và cho điểm 1-100. Bất kể số lượt thích của một người cho một bài đăng là bao nhiêu hoặc có kết nối trên LinkedIn hay thì phương tiện truyền thông xã hội là nơi chứa có thông tin cá nhân rất phong phú. Klout tạo ra một điểm số duy nhất để cho thấy ảnh hưởng của một người ra sao.
Trong một nghiên cứu có tên "How Much Klout do You Have...A Test of System Generated Cues on Source Credibility" được thực hiện bởi Chad Edwards, điểm số Klout có thể ảnh hưởng đến uy tín của mọi người. Khi Klout Score trở thành một phương pháp phổ biến để đánh giá được sức ảnh hưởng của một người dựa trên điểm số, thì nó có thể vừa là một công cụ tiện lợi, vừa là một công cụ mang tính thiên vị. Một nghiên cứu được thực hiện bởi David Westerman về cách những người theo dõi "follower" trên mạng xã hội ảnh hưởng đến những đánh giá của mọi người đã chỉ ra sự thiên vị mà Klout đang có là gì. Trong một nghiên cứu, những người tham gia được yêu cầu xem sáu trang Twitter giả giống hệt nhau chỉ với một biến độc lập chính: số người theo dõi trang. Kết quả cho thấy các trang có quá nhiều hoặc quá ít người theo dõi sẽ làm giảm độ tin cậy của nó, mặc dù các trang có nội dung tương tự nhau và vì vậy điểm mà Klout đưa ra cũng có thể bị thiên vị như thế.
Mặc dù điều này đôi khi được sử dụng trong quá trình tuyển dụng, nhưng hiện nó vẫn còn gây tranh cãi.

### Kred
Kred không chỉ gán cho mỗi người dùng một điểm ảnh hưởng mà còn cho phép mỗi người dùng yêu cầu cho mình một hồ sơ Kred và tài khoản của Kred. Thông qua nền tảng này, mỗi người dùng có thể xem cách những người có ảnh hưởng hàng đầu tham gia tương tác vào cộng đồng trực tuyến của họ và cách mỗi hành động trực tuyến của chúng ta tác động đến điểm ảnh hưởng như thế nào.
Một số gợi ý mà Kred đưa ra cho người dùng về việc làm thế nào để sự tăng ảnh hưởng:
(1) hãy hào phóng với khán giả, những người theo dõi mình, chia sẻ nội dung thoải mái miễn phí từ bạn bè và tweet cho người khác
(2) tham gia một cộng đồng trực tuyến;
(3) tạo và chia sẻ nội dung có ý nghĩa;
(4) theo dõi tiến trình trực tuyến.

### Follower Wonk
Follower Wonk được nhắm mục tiêu cụ thể vào việc phân tích Twitter, giúp người dùng hiểu được nhân khẩu học của người theo dõi và tối ưu hóa các hoạt động để tìm ra hoạt động nào thu hút phản hồi tích cực nhất từ người theo dõi.

### Keyhole
Keyhole là một thiết bị phân tích và theo dõi, thiết bị này có thể theo dõi các hashtag của Instagram, Twitter và Facebook. Đây là một dịch vụ cho phép bạn theo dõi những người có ảnh hưởng hàng đầu đang sử dụng hashtag nào và thông tin nhân khẩu học khác về hashtag. Khi bạn nhập hashtag trên trang web của nó, nó sẽ tự động lấy mẫu ngẫu nhiên người dùng hiện đang sử dụng hashtag này và cho phép người dùng phân tích từng hashtag mà họ quan tâm.